# Cuscuta yucatana
Cuscuta yucatana är en vindeväxtart som beskrevs av Truman George Yuncker. Cuscuta yucatana ingår i släktet snärjor, och familjen vindeväxter. Inga underarter finns listade i Catalogue of Life.